# Джамуна (актриса)
Джулури Джамуна (телугу జూలూరి జమున; 30 августа 1936, Хампи, Британская Индия — 27 января 2023, Хайдарабад) — индийская актриса

 и депутат Лок сабхи. Одна из самых востребованных актрис кинематографа на телугу 1950-х и 1960-х годов. Лауреат Filmfare Award за лучшую женскую роль второго плана.

## Биография
Родилась 30 августа 1936 года в Хампи (ныне штат Карнатака) в семье бизнесмена Ниппани Шринивасы Рао и музыканта Косальи Деви. Семья переехала в Дуггиралу, штат Андхра-Прадеш, когда её отец начал экспортный бизнес по продаже куркумы и табака. Здесь она пошла в школу, училась игре на фисгармонии и музыке у своей матери. Поощряемая матерью, Джамуна с юных лет начала участвовать в театральных постановках. Одной из таких пьес была «Maa Bhoomi», в которой она сыграла роль сестры.
Ещё до того как ей исполнилось 16 лет, Джамуна подписала контракт на съёмки в фильме Jai Veera Betala Б. В. Раманандама. Однако фильм был заброшен на середине из-за смерти режиссёра. В это же время её фотографию увидел продюсер и режиссёр Гарикапати Раджарао, который в тот момент искал новых актёров для своего первого фильма. Хотя, узнав, что она уже согласилась участвовать в другом фильме, он хотел отказаться от её кандидатуры, его оператор В. Н. Редди уговорил дать ей главную роль, поскольку внешне она походила на актрису Наргис.
Её дебютный фильм Puttillu (1953) не имел особого успеха. Широкое признание она получила благодаря фильму Missamma 1955 года, где разделила экран с НТР, АНР, С. В. Ранга Рао и Савитри. Джамуна и Савитри снимались вместе ещё несколько раз. Их фильмы часто представляли собой интересное сопоставление двух героинь, где Савитри играла старшую, аккуратную и послушную женщину, а Джамуна — её более молодую, современную и проницательную подругу или сестру. С другой стороны НТР и АНР были недовольны независимостью актрисы и в 1958 году официально заявили, что никогда не будут сниматься с ней. Тем не менее спустя три года все пятеро снова объединились для съёмок ещё одного ставшего культовым фильма на телугу Gundamma Katha. 
Среди других известных фильмов Джамуны: Chiranjeevulu (1956), Bhookailas (1958), Mooga Manasulu и Ramudu Bheemudu (1964). Особые лавры ей принесла роль Сатьябхамы в мифологическом фильме Sri Krishna Tulabharam (1965). Актриса также снялась в нескольких фильмах на хинди, в том числе в фильме Сунила Датта «Свидание» (1967), за роль в котором она получила премию Filmfare. Она также получила специальную премию Filmfare Awards South благодаря фильму Pandanti Kapuram 1972 года.
В августе 1965 года Джамуна вышла замуж за профессора зоологии Джулури Рамана Рао. 
В 1980-х годах актриса оставила кинематограф и занялась политикой, вступив в партию Индийский национальный конгресс. В 1989 году она была избрана в Лок сабху от округа Раджамандри, но на следующих выборах два года спустя проиграла и ушла из политики. Тем не менее в конце 1990-х годов она участвовала в предвыборной кампании Бхаратия джаната парти.
Она основала ассоциацию артистов-телугу в конце 1990-х и следующие 25 лет занималась социальной деятельностью. Актриса ненадолго вернулась в кино, снявшись в фильме Annapurnamma Gari Manavadu, в 2021 году.
Джамуна скончалась к себя дома в Хайдарабаде 27 января 2023 года. У неё остались сын Вамси и дочь Шраванти. Её муж умер ноябре 2014 года.